# Temmes

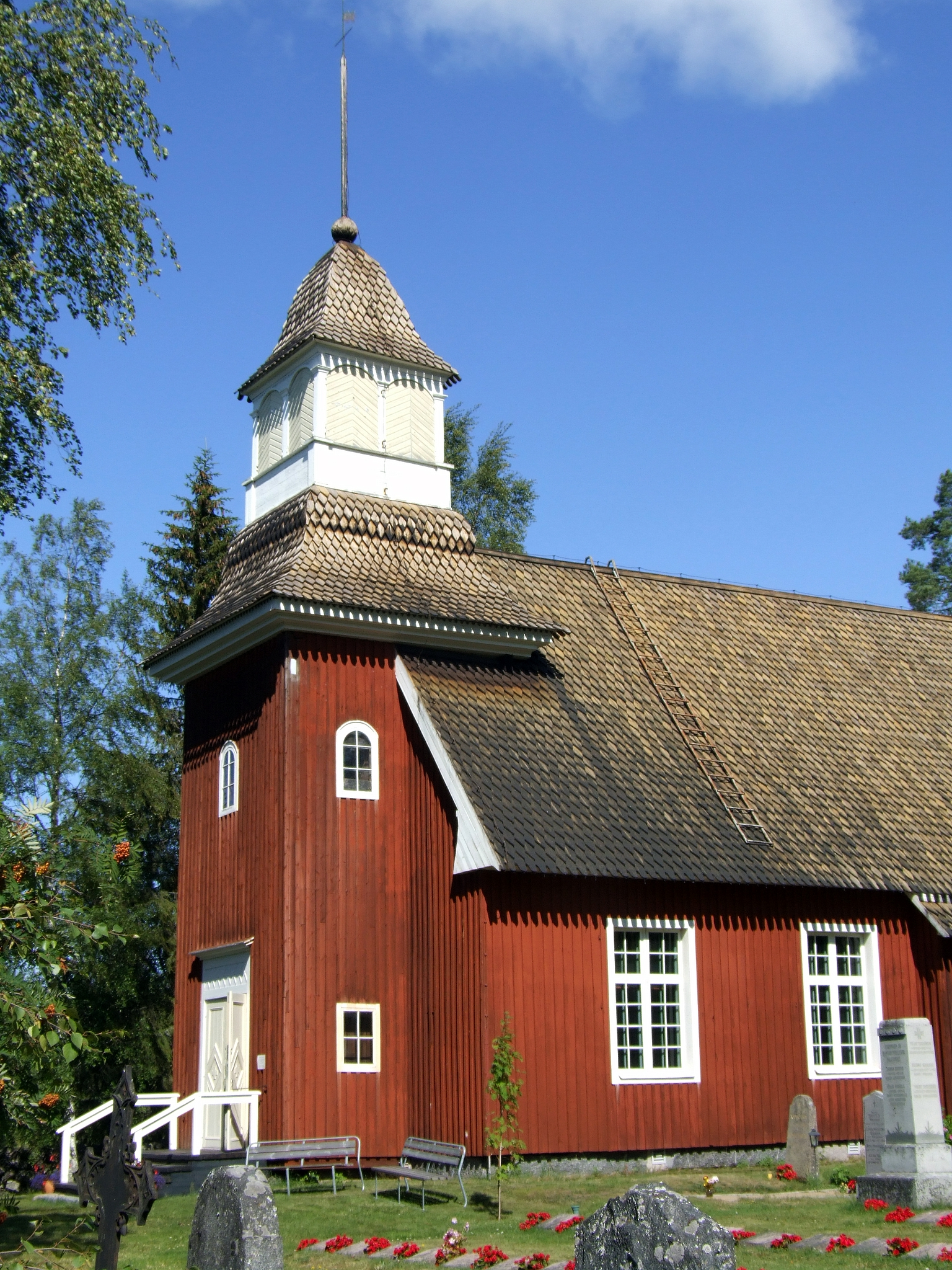
Temmes kyrka (1767), ritades och byggdes av Antti Louet.

Temmes var en kommun i landskapet Norra Österbotten i Finland. Kommunen hade 712 invånare (2000), på en yta av 116,76 km².
Den 1 januari 2001 upphörde kommunen och dess områden delades mellan de tre kommunerna Tyrnävä (huvuddelen med 658 invånare), Limingo (21 invånare) och Rantsila (33 invånare).
Temmes var enspråkigt finskt.

## Politik

### Mandatfördelning i Temmes kommun, valen 1976–1996
| 5 | 12 |

| 4 | 1 | 1 | 11 |

| 3 | 2 | 1 | 10 | 1 |

| 3 | 2 | 11 | 1 |

| 2 | 4 | 11 |

| 5 | 4 | 8 |